# Аріель Атіас
Аріель Атіас (івр. אריאל אטיאס; нар. 13 листопада 1970, Тель-Авів, Ізраїль) — ізраїльський політик, депутат кнесету (17, 18 скликання) від партії «ШАС», колишній міністр зв'язку (2006—2009) та міністр будівництва Ізраїлю (2009—2013).

## Біографія
Аріель Атіас народився 13 листопада 1970 року в Тель-Авіві. У 2006 році він був вперше обраний у Кнесет (17 скликання). У уряді Егуда Ольмерта він отримав пост міністра зв'язку Ізраїлю.
У 2009 році був переобраний в кнесет 18-го скликання, в уряді Біньяміна Нетаньягу отримав пост міністра будівництва.

## Особисте життя
Атіас одружений, має чотирьох дітей, живе в Єрусалимі.